# Джульфа (станция, Иран)
Джульфа́ (перс. شهرستان جلفا, ایستگاه‎) — узловая железнодорожная станция в провинции Восточный Азербайджан Исламской Республики Иран, входит в состав свободной торгово-промышленной зоны «Арас» (перс. منطقه آزاد تجاری-صنعتی ارس‎), расположена на линии государственной границы с Азербайджаном в центре города Джульфаиран.. Здесь происходит перевалка грузов с 1520 мм на 1435 мм .

## Пассажирское движение
Через станцию следует небольшое количество пассажирских поездов. Один раз в неделю проходит скорый поезд № 15/16 международным сообщением Нахичевань-Тегеран-Мешхед, азербайджанского формирования. Курсируют прямые пассажирские и местные поезда до Тебриза и Тегерана.

## История
Первая железная дорога в истории Иране связала персидский Тебриз с русской Джульфой и была построена русскими рабочими и инженерами в 1908—1916 годах.
В 1908 году было создано «Общество Тавризской железной дороги», одним из учредителей которого выступил Учётно-ссудный банк Персии. Начались изыскания и строительство железнодорожной линии на персидской территории.
Официальной датой открытия дороги считается 1916 год, однако рабочее движение от Русской Джульфы до персидской Джульфы (станции Подгурская) было торжественно открыто в 1914 году, немногим позже было утверждено «Положение о временном движении» до Тебриза. Общая длина пути составила 148 километров.
26 февраля 1921 года, согласно договору «О дружбе» между РСФСР и Персией, участок пути от государственной границы до Тебриза был безвозмездно передан большевиками в полную и исключительную собственность иранскому народу.
Впоследствии СССР и Иран подписали соглашение о трансграничном железнодорожном сообщении в 1938 году. В советский период, конце 1980-х годов около 350 вагонов ежедневно пересекали границу в Джульфе и обрабатывались на иранской территории, а общая цифра перевезённых грузов достигала 3,5 млн тонн.